# Sarapul
Sarapul (udmurtsky i rusky Сара́пул) je město v Udmurtsku v Ruské federaci. Při sčítání lidu v roce 2010 měl přes sto tisíc obyvatel.

## Poloha
Sarapul leží na pravém, západním břehu Kamy v povodí Volhy. Od Iževsku, hlavního města republiky, je vzdálen přibližně 66 kilometrů jihovýchodně. Bližší město je Kambarka ležící 33 kilometrů jihovýchodně od Sarapulu.

## Geografie

### Podnebí
| Sarapul – podnebí                            | Sarapul – podnebí | Sarapul – podnebí | Sarapul – podnebí | Sarapul – podnebí | Sarapul – podnebí | Sarapul – podnebí | Sarapul – podnebí | Sarapul – podnebí | Sarapul – podnebí | Sarapul – podnebí | Sarapul – podnebí | Sarapul – podnebí | Sarapul – podnebí |
| Období                                       | leden             | únor              | březen            | duben             | květen            | červen            | červenec          | srpen             | září              | říjen             | listopad          | prosinec          | rok               |
| -------------------------------------------- | ----------------- | ----------------- | ----------------- | ----------------- | ----------------- | ----------------- | ----------------- | ----------------- | ----------------- | ----------------- | ----------------- | ----------------- | ----------------- |
| Nejvyšší teplota [°C]                        | 4,3               | 5,6               | 10,8              | 28,2              | 32,7              | 36,2              | 37,0              | 38,3              | 31,9              | 22,5              | 12,1              | 4,5               | 38,3              |
| Průměrné denní maximum [°C]                  | −8,8              | −7,5              | −0,6              | 9,6               | 19,0              | 23,8              | 25,4              | 22,5              | 15,9              | 7,3               | −1,7              | −6,9              | 8,2               |
| Průměrná teplota [°C]                        | −12,4             | −11,3             | −4,7              | 4,9               | 13,0              | 18,1              | 19,9              | 17,3              | 11,5              | 4,1               | −4,4              | −10,2             | 3,8               |
| Průměrné denní minimum [°C]                  | −16,0             | −15,1             | −8,7              | 0,2               | 6,9               | 12,3              | 14,3              | 12,1              | 7,1               | 1,0               | −7,0              | −13,4             | −0,5              |
| Nejnižší teplota [°C]                        | −38,4             | −37,6             | −30,9             | −19,1             | −5,9              | −0,2              | 4,6               | −0,7              | −4,6              | −13,7             | −32,3             | −39,4             | −39,4             |
| Průměrné srážky [mm]                         | 41,3              | 28,7              | 30,1              | 31,5              | 47,6              | 63,1              | 60,4              | 69,2              | 58,2              | 54,9              | 48,6              | 42,1              | 575,7             |
| Zdroj: meteolabs.ru: Сарапул погода и климат |                   |                   |                   |                   |                   |                   |                   |                   |                   |                   |                   |                   |                   |

## Dějiny
První písemná zmínka o Sarapulu je z roku 1596, kdy se jmenoval Vozněsenskoje (Вознесе́нское). Pozdější označení Sarapul možná pochází z čuvaštiny, ve které označuje jesetera malého.
Od roku 1780 je Sarapul městem.